# Giethoornsche Meer
Het Giethoornsche Meer is een 132 ha groot meer ten oosten van Blokzijl in de Kop van Overijssel. Het is samen met het ernaast gelegen Duiningermeer het enige natuurlijke meer in dit deel van Overijssel. Het meer ligt in laagveengebied en is vrijwel geheel in handen van Natuurmonumenten. Het is intensief in gebruik bij de waterrecreatie en vormt een onderdeel van de route van Blokzijl en de Weerribben naar de Wieden. Het waterbeheer is in handen van het waterschap Drents Overijsselse Delta

## Het ontstaan van het meer
Het ontstaan ervan heeft niet te maken met vervening zoals bij de diverse Wijden wel het geval is, maar het is een restant van een meander van de Linde. Dit riviertje stroomde in de Middeleeuwen verder vanaf Kuinre in het land rond de Kuinderburcht, dat later weggeslagen is door de Zuiderzee en pas weer land werd met de aanleg van de Noordoostpolder. Het riviertje volgde de grens tussen deze Zuiderzeepolder en het oude land tot ten noorden van Baarlo om vandaar meer naar het oosten te lopen, het tegenwoordige oude land in. Ten oosten van Blokzijl nam het de loop van de Steenwijker Aa in zich op om dan ten noorden van via de huidige watertjes Zuiderdiep en Rotwetering ten noorden van het gehucht Leeuwte de Zuiderzee in te lopen. Het Giethoornsche Meer ontstond uit een afgesloten meander van de Linde die door de werking van de overheersende westenwinden werd opengehouden en zich ook door afslag van de oever door de golven naar het oosten verplaatst heeft.. De naam van het meer is eigenlijk vreemd: Giethoorn ligt een kleine 5 kilometer naar het oosten en Blokzijl ligt dichter bij het meer. Bovendien ligt de Bovenwijde veel dichter bij Giethoorn. Maar de Bovenwijde is pas ontstaan na de stormvloedrampen uit de 18e eeuw en begin 19e eeuw. Giethoorn lag aanvankelijk veel westelijker en dus dichter bij het Giethoornsche Meer, maar is naar het oosten verplaatst doordat de plek door inklinking te nat werd voor bewoning.

## Ligging
Het Giethoornsche Meer wordt via de Riete en de Muggenbeet gevoed door het Steenwijkerdiep en staat via de Walengracht in verbinding met De Wieden en via de Roomsloot met de Weerribben. Verder eindigen de Wetering, de Thijssengracht en de Slibkolk in het Giethoornsche Meer. Via de Valse Trog en het Noorderdiep wordt het water afgevoerd richting het Vollenhovermeer.
De gebieden langs de noordoever, van de Valse Trog tot aan de Slibkolk zijn natuurterrein en gedeeltelijk in handen van Natuurmonumenten. Deze gebieden maken deel uit van de verbindingszone tussen De Wieden en de Weerribben, die samen het Nationaal Park Weerribben-Wieden vormen.
Van de monding van de Slibkolk tot aan de Thijssengracht wordt het meer begrensd door Polder Halfweg, die in 1935 aangelegd is. Van de Thijssengracht tot aan de Walengracht ligt natuurgebied langs de oever van het meer, grotendeels in handen van Natuurmonumenten. Op enige afstand van de oever ligt hier de eendenkooi de Otterskooi, die al in 1939-1940 aangekocht is door Natuurmonumenten en na de Bakkerskooi de eerste verwerving van deze vereniging in dit deel van Overijssel is.
Ten westen van de Walengracht liggen de Elsheven. Het Duiningermeer staat in open verbinding met Giethoornsche Meer en de omliggende oevers van dit meer tot aan de Vals trog zijn weer natuurgebied. Deze gronden ten westen van het meer bestaan uit een dun kleidek op veenslik. Dit veenslik bestaat uit neergeslagen veenresten afkomstig van de afslag van de oostelijke oever.
Midden in het Giethoornsche Meer ligt het eilandje Voornpol. Dit eiland dreigde door voortdurende afslag te verdwijnen. Het was in twee stukken uiteengevallen. De vereniging "Vrienden van het Giethoornse meer" uitte hier haar zorg over. In 2009 heeft eigenaar Natuurmonumenten het eilandje hersteld, beide delen verenigd en er oeverbescherming aangebracht. Dit ten bate van de recreatie en de natuurwaarden.

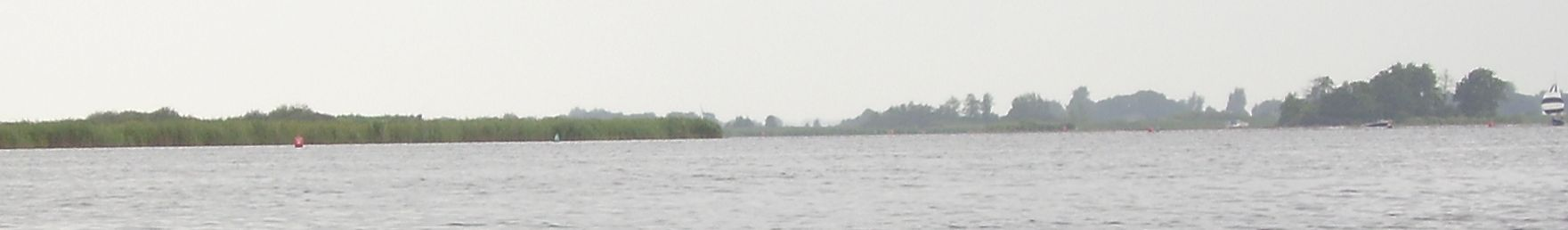
Giethoornsche Meer